# Бала-Тану-Руд
Бала-Тану-Руд (перс. بالاتنورود) — село в Ірані, у дегестані Отаквар, у бахші Отаквар, шагрестані Лянґаруд остану Ґілян. У переписі 2006 року вказане як окремий населений пункт, але без відомостей про чисельність населення.

## Клімат
Середня річна температура становить 14,60 °C, середня максимальна – 28,61 °C, а середня мінімальна – 0,49 °C. Середня річна кількість опадів – 1054 мм.
| Клімат поселення                              | Клімат поселення | Клімат поселення | Клімат поселення | Клімат поселення | Клімат поселення | Клімат поселення | Клімат поселення | Клімат поселення | Клімат поселення | Клімат поселення | Клімат поселення | Клімат поселення | Клімат поселення |
| Показник                                      | Січ.             | Лют.             | Бер.             | Квіт.            | Трав.            | Черв.            | Лип.             | Серп.            | Вер.             | Жовт.            | Лист.            | Груд.            |                  |
| Середній максимум, °C                         | 11,48            | 11,56            | 12,94            | 17,71            | 21,57            | 26,86            | 28,61            | 28,50            | 24,22            | 21,12            | 17,07            | 12,63            |                  |
| Середня температура, °C                       | 5,99             | 6,07             | 7,44             | 12,22            | 16,07            | 21,38            | 24,27            | 24,16            | 19,87            | 16,79            | 12,74            | 8,29             |                  |
| Середній мінімум, °C                          | 0,49             | 0,57             | 1,94             | 6,74             | 10,56            | 15,87            | 19,94            | 19,81            | 15,52            | 12,44            | 8,40             | 3,94             |                  |
| Норма опадів, мм                              | 96               | 83               | 84               | 48               | 47               | 33               | 32               | 53               | 116              | 186              | 151              | 125              |                  |
| Середньомісячна швидкість вітру, м/с          | 2.32             | 2.52             | 2.50             | 2.43             | 2.30             | 2.32             | 2.60             | 2.29             | 2.08             | 2.09             | 2.07             | 2.14             |                  |
| Середньомісячна сонячна радіація, кДж/м²·день | 7205             | 9253             | 11197            | 15506            | 19500            | 21331            | 22003            | 18813            | 15345            | 10936            | 8752             | 6790             |                  |
| --------------------------------------------- | ---------------- | ---------------- | ---------------- | ---------------- | ---------------- | ---------------- | ---------------- | ---------------- | ---------------- | ---------------- | ---------------- | ---------------- | ---------------- |
| Джерело:                                      |                  |                  |                  |                  |                  |                  |                  |                  |                  |                  |                  |                  |                  |